# Façadisme
El façadisme és la pràctica arquitectònica consistent a demolir l'interior d'un immoble antic, tot deixant-hi en peu només la façana exterior, amb la intenció d'aixecar un immoble nou darrere seu, en general més gran i amb profundes alteracions tipològiques, volumètriques, estructurals i constructives respecte de l'original.

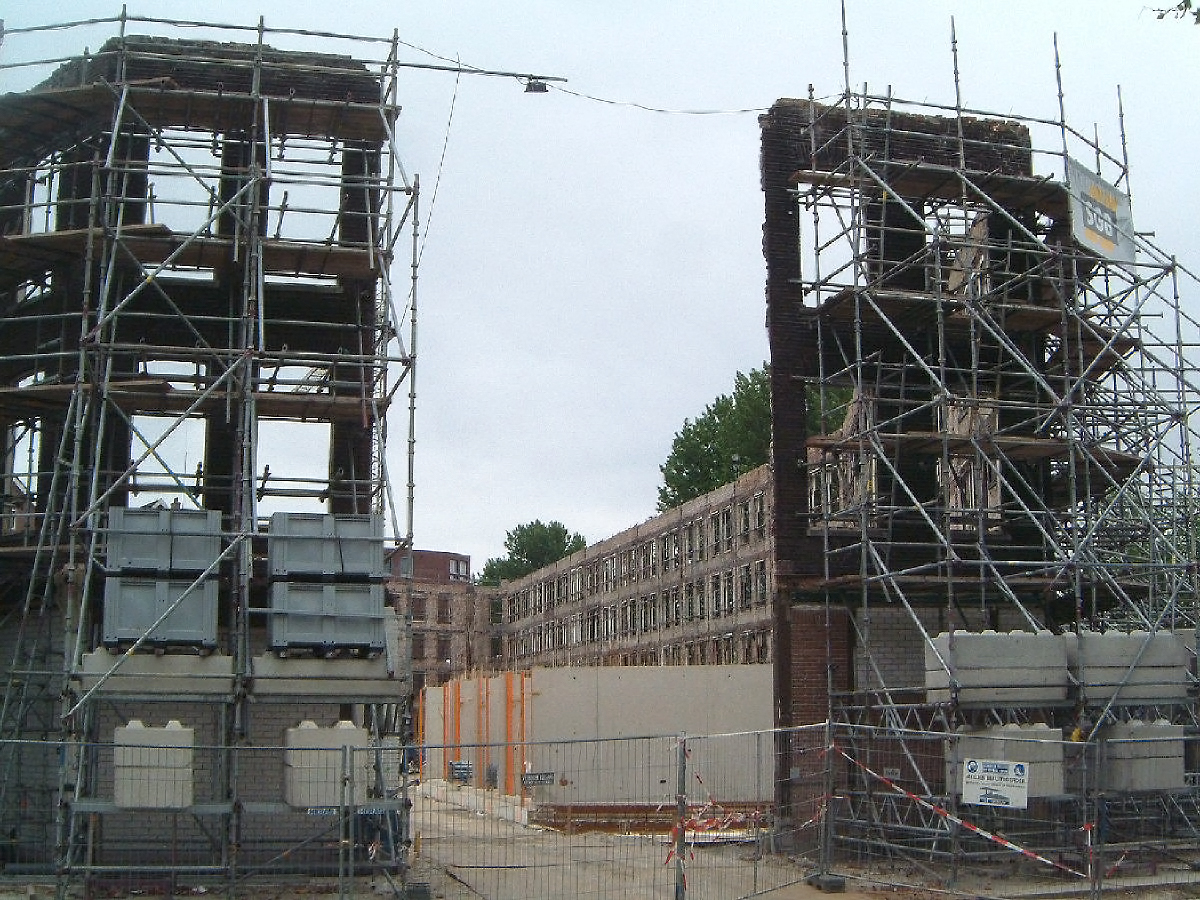
El façadisme en acció: façana preservada i apuntalada d'un edifici enderrocat de Rotterdam (Països Baixos).

El façadisme és vist pels uns com una pràctica discutible, atesa la dissociació que provoca entre l'antiga pell exterior d'edifici i el seu nou interior i, per d'altres, com una solució de compromís entre la voluntat de preservar un edifici d'interès històric o estètic i la intenció de demolir-lo arran d'interessos immobiliaris. Tot sovint, el façadisme té el seu origen en el nivell de protecció de què gaudeixen alguns immobles, la qual cosa en fa una pràctica indefugible per als promotors immobiliaris.

En referència al façadisme, la UNESCO ha declarat que:
Com a principi general, la proporció i el disseny han d'encaixar dins del tipus particular d'arquitectura i de patró històric, mentre que eliminar el nucli d'una construcció digna de protecció ("façadisme") no constitueix un mitjà adequat d'intervenció estructural.

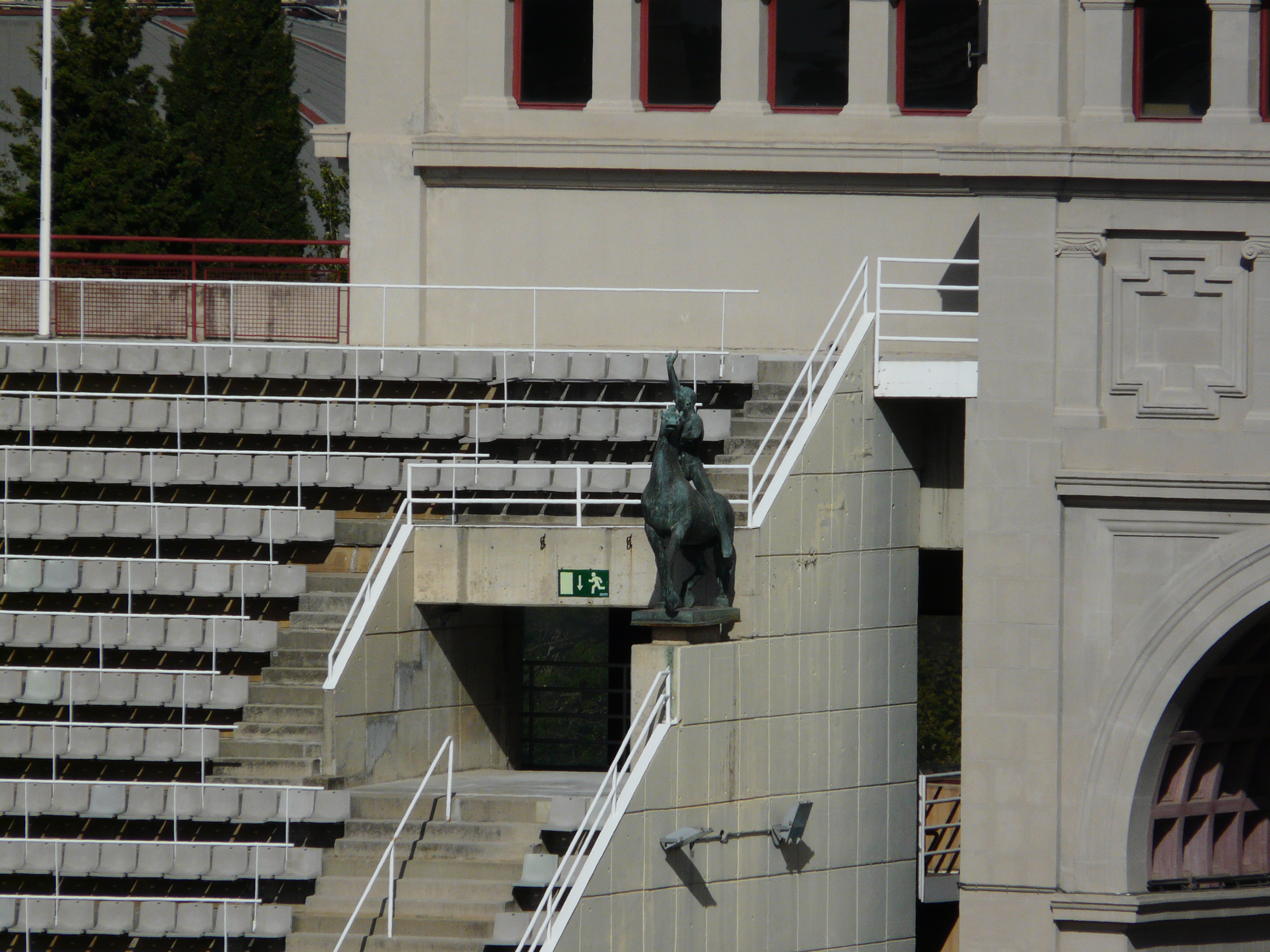
Estadi Olímpic de Barcelona. Perímetre i escultura (de Pau Gargallo) del 1929. Interior del 1989.

En alguns casos, el façadisme pot respondre al fet que l'interior d'un edifici hagi restat inutilitzable com a conseqüència d'un fet fortuït com ara un incendi.
El façadisme és una pràctica habitual en l'arquitectura postmoderna, arribant al seu punt culminant durant la segona meitat del segle xx, en especial durants les dècades del 1980 i del 1990.

## Exemples
Exemples notables de façadisme als països catalans són:
- La casa consistorial de Gandia, del 1792 i reconstruïda el 1982.
- La nova seu del Col·legi Territorial d'Arquitectes d'Alacant, edifici de començaments del segle xix, reconstruït el 2005.

- L'Estadi Olímpic de Barcelona, del 1929, i reconstruït el 1989.
- L'antiga plaça de toros de Les Arenes de la mateixa ciutat, del 1900, i reconstruïda el 2011 com a centre comercial.

Cal no confondre el façadisme amb l'anastilosi, és a dir, la tècnica de reconstrucció d'un monument en ruïnes, com va ser el cas de la rehabilitació (entre el 1992 i el 1994) del teatre romà de Sagunt.

## Vegeu també

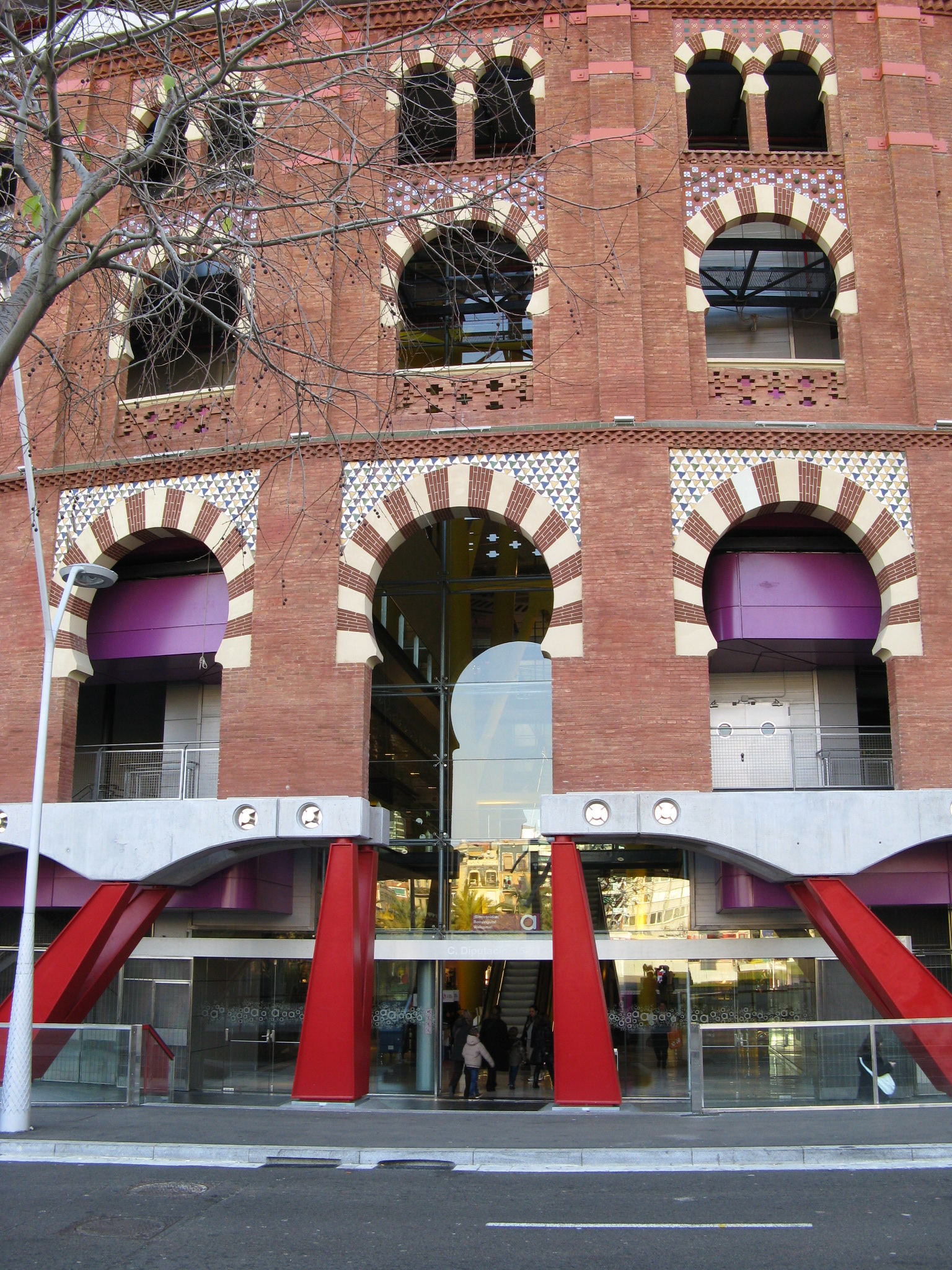
Façana de l'antiga plaça de toros de Les Arenes de Barcelona (del 1900, interior del 2011).